# Tõlluste
Koordinaten: 58° 19′ N, 22° 49′ O
Tõlluste (deutsch Töllist) ist ein Dorf (estnisch küla) auf der größten estnischen Insel Saaremaa. Es gehört zur Landgemeinde Saaremaa (bis 2017: Landgemeinde Pihtla) im Kreis Saare.

## Einwohnerschaft und Lage
Das Dorf hat 39 Einwohner (Stand 31. Dezember 2021). Es liegt zwanzig Kilometer nordöstlich der Inselhauptstadt Kuressaare nur wenige hundert Meter von der Ostsee entfernt.
Im Volksmund wird der Ort aufgrund seines Namens immer wieder mit dem mythischen Riesen der Insel Saaremaa, dem Suur Tõll in Verbindung gebracht. Auf einem Stein in der Nähe des ehemaligen Schulgebäudes, auf dem der Riese gerne saß und seinen Gedanken nachhing, sind heute noch seine Fingerabdrücke zu sehen.

## Gut Tõlluste
1528 wurde am Ort der Hof Arries urkundlich erwähnt, als Bischof Georg von Tiesenhausen ihn an einen Heinrich Köpken verlehnte. Später entstand am Ort ein neuer Hof „auf der Tölsen Land“. Von dieser Bezeichnung leitet sich der heutige Name des Dorfes ab.
Der Hof wechselte häufig die Besitzer. 1590 wurde er an den Statthalter der Insel, Matthias Budde, verkauft. Später fiel er an die Familie von Vietinghoff. Von 1788 bis 1904 stand er im Eigentum der adligen deutschbaltischen Familie Saß. Letzter Privateigentümer vor der Enteignung im Zuge der estnischen Landreform 1919 war die Familie von Sengbusch. Anschließend war dort zunächst eine Schule untergebracht, ab den 1970er Jahren das Ferienlager der örtlichen sowjetischen Kolchose. Mit Wiedererlangung der staatlichen Unabhängigkeit Estlands fiel das Anwesen an die Gemeinde. 2014 wurde es an ein russisches Kosmetikunternehmen verkauft.
Das einfach gehaltene, lange Herrenhaus im Stil des Barock wurde 1747 errichtet. Es wurde 1820 umgebaut und um einen Seitenflügel erweitert. Damit erhielt es gleichzeitig ein klassizistisches Gepräge.
Architektonisch interessant ist auch das zweigeschossige Gärtnerhaus des Guts. Das imposante Kalksteingebäude mit seinem Schilfdach und dem Mantelschornstein stammt ebenfalls aus der Mitte des 18. Jahrhunderts. Die Traufe wird von einem viereckigen Stützpfeiler gehalten.